# Berliner Landespokal 1987/88
Der Paul-Rusch-Pokal 1987/88 war die 62. Austragung des Berliner Landespokals der Männer im Amateurfußball, der vom BFV zwischen 1950/51 und 1990/91 nur auf dem Gebiet von West-Berlin durchgeführt wurde. Türkiyemspor Berlin wurde zum ersten Mal Landespokalsieger, indem man im Finale dem BFC Preussen mit 2:1 nach Verlängerung besiegte. Damit qualifizierte sich Türkiyemspor für den DFB-Pokal 1988/89.

## Kalender
Die Spiele des diesjährigen Berliner Landespokal wurden an folgenden Terminen ausgetragen:
| Runde         | Datum                            | Spiele  | Vereine   |
| ------------- | -------------------------------- | ------- | --------- |
| 1. Hauptrunde | 2. – 6. August 1987              | 62 + 50 | 126 → 640 |
| 2. Hauptrunde | 19. August – 8. September 1987   | 32 + 20 | 64 → 32   |
| 3. Hauptrunde | 2. September – 18. November 1987 | 16 + 20 | 32 → 16   |
| Achtelfinale  | 11. November – 20. Dezember 1987 | 8 + 1   | 16 → 80   |
| Viertelfinale | 14. Februar – 23. März 1988      | 4       | 8 → 4     |
| Halbfinale    | 13. – 14. April 1988             | 2       | 4 → 2     |
| Finale        | 12. Mai 1988                     | 1       | 2 → 1     |

## Teilnehmende Mannschaften
Am Berliner Landespokal 1987/88 nahmen alle 126 West-Berliner Mannschaften von der Oberliga Berlin bis zur Kreisliga C teil.
Die Mannschaften gliederten sich für den Berliner Landespokal wie folgt nach Ligaebene auf (In Klammern ist die Ligaebene angegeben, in der der Verein spielt):
| Oberliga Berlin 16 Vertreter der Saison 1987/88 | Landesliga 16 Vertreter der Saison 1987/88 | Kreisliga A 1. Abteilung 16 Vertreter der Saison 1987/88 | Kreisliga A 2. Abteilung 16 Vertreter der Saison 1987/88 |
| - Hertha BSC (OL) - Tennis Borussia Berlin (OL) - Tasmania Berlin (OL) - Hertha 03 Zehlendorf (OL) - Traber FC Mariendorf (OL) - Spandauer BC 06 (OL) - VfB Neukölln (OL) - Spandauer SV (OL) - BFC Preussen (OL) - Reinickendorfer Füchse (OL) - SC Gatow (OL) - Lichterfelder SU (OL) - Rapide Wedding (OL) - TSV Rudow (OL) - Wacker 04 Berlin (OL) - Türkiyemspor Berlin (OL) | - FV Brandenburg/Lichterfelde (LL) - SC Charlottenburg (LL) - Weddinger FC (LL) - Neuköllner Sportfreunde (LL) - FV Wannsee (LL) - SC Tegel (LL) - SC Staaken (LL) - Lichtenrader BC 25 (LL) - SC Westend 1901 (LL) - Wilmersdorfer SC (LL) - SC Union 06 Berlin (LL) - SV Stern Britz (LL) - NFC Rot-Weiß Berlin (LL) - SC Siemensstadt (LL) - Mariendorfer SV 06 (LL) - Preußen Wilmersdorf (LL) | - 1. FC Neukölln (KLA) - BSC Rehberge 1945 (KLA) - Berliner SV 1892 (KLA) - BFC Viktoria 1889 (KLA) - NSC Marathon 02 (KLA) - CFC Hertha 06 (KLA) - SC Teutonia Spandau (KLA) - 1. FC Wacker Lankwitz (KLA) - SV Norden-Nordwest (KLA) - BSC Hota 1921 (KLA) - BSC Kickers 1900 (KLA) - SpVgg Hellas-Nordwest 04 (KLA) - Berliner Sport-Club (KLA) - SV Yeşilyurt Berlin (KLA) - BSC Eintracht/Südring 1931 (KLA) - SG AMK Berlin (KLA) | - SV Blau-Weiß Spandau (KLA) - Frohnauer SC (KLA) - Minerva 93 Berlin (KLA) - Schwarz-Weiß Spandau (KLA) - Sportfreunde Kladow (KLA) - Berliner TSV 1850 (KLA) - VfB Hermsdorf (KLA) - BFC Meteor 06 (KLA) - 1. FC Lübars (KLA) - FC Internationale Berlin (KLA) - SV Nord-Nordstern (KLA) - SpVgg Schöneberg (KLA) - Berlin Türkspor (KLA) - FC Jugoslawia (KLA) - RFC Liberta (KLA) - BFC Südring (KLA) |
| Kreisliga B Saison 1987/88 | Kreisliga B Saison 1987/88 | Kreisliga C Saison 1987/88 | Kreisliga C Saison 1987/88 |
| 32 Vertreter der zwei Abteilungen (KLB) | 32 Vertreter der zwei Abteilungen (KLB) | 30 Vertreter der zwei Abteilungen (KLC) | 30 Vertreter der zwei Abteilungen (KLC) |
| Ligaebene in Klammern: • OL = Oberliga • LL = Landesliga • KLA = Kreisliga A • KLB = Kreisliga B • KLC = Kreisliga C | | | |

## Spielmodus
Der Berliner Landespokal 1987/88 wurde im K.-o.-System ausgetragen. Es wurde zunächst versucht, in 90 Minuten einen Gewinner auszuspielen. Stand es danach unentschieden, kam es wie in anderen Pokalwettbewerben zu einer Verlängerung von 2 × 15 Minuten. War danach immer noch kein Sieger gefunden, wurde ein Wiederholungsspiel mit getauschtem Heimrecht angesetzt. Erst wenn es auch im Wiederholungsspiel nach Verlängerung unentschieden stand, wurde dieses im Elfmeterschießen nach dem bekannten Muster entschieden.

## Turnierbaum
|  | Achtelfinale | Achtelfinale           | Achtelfinale    |                        |                     | Viertelfinale | Viertelfinale | Viertelfinale |  |  | Halbfinale | Halbfinale | Halbfinale |  |  | Finale | Finale | Finale |
|  |              |                        |                 |                        |                     |               |               |               |  |  |            |            |            |  |  |        |        |        |
|  | OL           | TSV Rudow              | 0               |                        |                     |               |               |               |  |  |            |            |            |  |  |        |        |        |
|  | OL           | Türkiyemspor Berlin    | 1               |                        |                     |               |               |               |  |  |            |            |            |  |  |        |        |        |
|  | OL           | Türkiyemspor Berlin    | 1               | OL                     | Türkiyemspor Berlin | 3             |               |               |  |  |            |            |            |  |  |        |        |        |
|  |              |                        |                 | OL                     | Türkiyemspor Berlin | 3             |               |               |  |  |            |            |            |  |  |        |        |        |
|  |              |                        | OL              | SC Gatow               | 1                   |               |               |               |  |  |            |            |            |  |  |        |        |        |
|  | KLC          | SC Berliner Amateure   | OL              | SC Gatow               | 1                   | 0             |               |               |  |  |            |            |            |  |  |        |        |        |
|  | KLC          | SC Berliner Amateure   |                 |                        |                     | 0             |               |               |  |  |            |            |            |  |  |        |        |        |
|  | OL           | SC Gatow               | 2               |                        |                     |               |               |               |  |  |            |            |            |  |  |        |        |        |
|  | OL           | SC Gatow               | 2               | OL                     | Türkiyemspor Berlin | 3             |               |               |  |  |            |            |            |  |  |        |        |        |
|  |              |                        |                 | OL                     | Türkiyemspor Berlin | 3             |               |               |  |  |            |            |            |  |  |        |        |        |
|  |              | OL                     | Tasmania Berlin | 0                      |                     |               |               |               |  |  |            |            |            |  |  |        |        |        |
|  | OL           | OL                     | Tasmania Berlin | 0                      | Hertha BSC          | 6             |               |               |  |  |            |            |            |  |  |        |        |        |
|  | OL           |                        |                 |                        | Hertha BSC          | 6             |               |               |  |  |            |            |            |  |  |        |        |        |
|  | KLA          | SV Norden-Nordwest     | 0               |                        |                     |               |               |               |  |  |            |            |            |  |  |        |        |        |
|  | KLA          | SV Norden-Nordwest     | 0               | OL                     | Hertha BSC          | 0             |               |               |  |  |            |            |            |  |  |        |        |        |
|  |              |                        |                 | OL                     | Hertha BSC          | 0             |               |               |  |  |            |            |            |  |  |        |        |        |
|  |              |                        | OL              | Tasmania Berlin        | 1                   |               |               |               |  |  |            |            |            |  |  |        |        |        |
|  | OL           | Tasmania Berlin        | OL              | Tasmania Berlin        | 1                   | 3             |               |               |  |  |            |            |            |  |  |        |        |        |
|  | OL           | Tasmania Berlin        |                 |                        |                     |               |               |               |  |  |            |            |            |  |  |        |        |        |
|  | LL           | SC Siemensstadt        | 1               |                        |                     |               |               |               |  |  |            |            |            |  |  |        |        |        |
|  | LL           | SC Siemensstadt        | 1               | OL                     | Türkiyemspor Berlin | 2             |               |               |  |  |            |            |            |  |  |        |        |        |
|  |              |                        |                 |                        |                     |               |               |               |  |  |            |            |            |  |  |        |        |        |
|  |              | OL                     | BFC Preussen    | 1                      |                     |               |               |               |  |  |            |            |            |  |  |        |        |        |
|  | KLB          | OL                     | BFC Preussen    | 1                      | BBC Südost          | 1             |               |               |  |  |            |            |            |  |  |        |        |        |
|  | KLB          |                        |                 |                        | BBC Südost          | 1             |               |               |  |  |            |            |            |  |  |        |        |        |
|  | KLB          | Spandauer SC 99        | 0               |                        |                     |               |               |               |  |  |            |            |            |  |  |        |        |        |
|  | KLB          | Spandauer SC 99        | 0               | KLB                    | BBC Südost          | 5             |               |               |  |  |            |            |            |  |  |        |        |        |
|  |              |                        |                 | KLB                    | BBC Südost          | 5             |               |               |  |  |            |            |            |  |  |        |        |        |
|  |              |                        | KLA             | NSC Marathon 02        | 2                   |               |               |               |  |  |            |            |            |  |  |        |        |        |
|  | OL           | Spandauer BC 06        | KLA             | NSC Marathon 02        | 2                   | 2 / 2         |               |               |  |  |            |            |            |  |  |        |        |        |
|  | OL           | Spandauer BC 06        |                 |                        |                     | 2 / 2         |               |               |  |  |            |            |            |  |  |        |        |        |
|  | KLA          | NSC Marathon 02        | 2 / 3           |                        |                     |               |               |               |  |  |            |            |            |  |  |        |        |        |
|  | KLA          | NSC Marathon 02        | 2 / 3           | KLB                    | BBC Südost          | 0             |               |               |  |  |            |            |            |  |  |        |        |        |
|  |              |                        |                 | KLB                    | BBC Südost          | 0             |               |               |  |  |            |            |            |  |  |        |        |        |
|  |              | OL                     | BFC Preussen    | 5                      |                     |               |               |               |  |  |            |            |            |  |  |        |        |        |
|  | OL           | OL                     | BFC Preussen    | 5                      | VfB Neukölln        | 0             |               |               |  |  |            |            |            |  |  |        |        |        |
|  | OL           |                        |                 |                        |                     |               |               |               |  |  |            |            |            |  |  |        |        |        |
|  | OL           | BFC Preussen           | 2               |                        |                     |               |               |               |  |  |            |            |            |  |  |        |        |        |
|  | OL           | BFC Preussen           | 2               | OL                     | BFC Preussen        | 3             |               |               |  |  |            |            |            |  |  |        |        |        |
|  |              |                        |                 | OL                     | BFC Preussen        | 3             |               |               |  |  |            |            |            |  |  |        |        |        |
|  |              |                        | OL              | Tennis Borussia Berlin | 1                   |               |               |               |  |  |            |            |            |  |  |        |        |        |
|  | OL           | Tennis Borussia Berlin | OL              | Tennis Borussia Berlin | 1                   | 4             |               |               |  |  |            |            |            |  |  |        |        |        |
|  | OL           | Tennis Borussia Berlin |                 |                        |                     |               |               |               |  |  |            |            |            |  |  |        |        |        |
|  | OL           | Lichterfelder SU       | 0               |                        |                     |               |               |               |  |  |            |            |            |  |  |        |        |        |

## Ergebnisse

### 1. Hauptrunde
An der 1. Hauptrunde nahmen alle 126 Mannschaften teil, wobei der SC Gatow ein Freilos hatte.
| Datum                 |                                    | Ergebnis   |                                    |
| --------------------- | ---------------------------------- | ---------- | ---------------------------------- |
| So 02.08., 10:40 Uhr  | SV Nord-Nordstern (KLA)            | 2:0        | SV Adler Mariendorf (KLB)          |
| So 02.08., 10:40 Uhr  | 1. FC Neukölln (KLA)               | 4:1        | Vatanspor 1976 (KLC)               |
| So 02.08., 10:40 Uhr  | FC Brandenburg 03 (KLB)            | 5:3 n. V.  | Neuköllner Sportfreunde (LL)       |
| So 02.08., 10:40 Uhr  | TSV Rudow (OL)                     | 0.7:1 (a)  | DJK Schwarz-Weiß Neukölln (KLB)    |
| So 02.08., 10:40 Uhr  | Concordia Wittenau (KLB)           | 0:1        | Wilmersdorfer SC (LL)              |
| So 02.08., 10:40 Uhr  | NSC Cimbria 1900 (KLB)             | 2:6        | Weddinger FC (LL)                  |
| So 02.08., 11:00 Uhr  | BFC Olympia 1953 (KLC)             | 3:4        | Neuköllner SC Sperber (KLB)        |
| So 02.08., 11:10 Uhr  | SV Norden-Nordwest (KLA)           | 9:1        | SV Dresdenia 1924 (KLC)            |
| So 02.08., 11:10 Uhr  | SC Berliner Amateure (KLC)         | 4:1        | Polizei SV Berlin (KLB)            |
| So 02.08., 11:10 Uhr  | Berliner AK 07 (KLB)               | 2:3        | FC Göztepe 1978 (KLB)              |
| So 02.08., 11:15 Uhr  | BSV Grün-Weiss Neukölln (KLC)      | 2:2 n. V.  | BFC Germania 1888 (KLB)            |
| So 02.08., 11:40 Uhr  | FC Tiergarten 1958 (KLB)           | 2:3        | KSF Umutspor (KLC)                 |
| So 02.08., 15:00 Uhr  | RFC Liberta (KLA)                  | 0:4        | Hertha BSC (OL)                    |
| So 02.08., 15:00 Uhr  | NSC Südstern 08 (KLC)              | 2:1        | FC Internationale Berlin (KLA)     |
| So 02.08., 15:00 Uhr  | Schwarz-Weiß Spandau (KLA)         | 1:0        | SC Azur 1951 (KLB)                 |
| So 02.08., 15:00 Uhr  | SC Tegel (LL)                      | 1:0        | SC Charlottenburg (LL)             |
| So 02.08., 15:00 Uhr  | NFC Rot-Weiß Berlin (LL)           | 3:4        | Blau-Weiß 90 Berlin Amateure (KLB) |
| So 02.08., 15:00 Uhr  | SC Heiligensee (KLC)               | 1:3        | FC Phönix 1956 (KLB)               |
| So 02.08., 15:00 Uhr  | FSV Grün-Rot 1981 (KLC)            | 3:2 n. V.  | FC Karaburan 1975 (KLC)            |
| So 02.08., 15:00 Uhr  | SV Yeşilyurt Berlin (KLA)          | 1:6        | Minerva 93 Berlin (KLA)            |
| So 02.08., 15:00 Uhr  | Berliner TSV 1850 (KLA)            | 0:4        | BSC Rehberge 1945 (KLA)            |
| So 02.08., 15:00 Uhr  | RFC Alt-Holland (KLC)              | 0:2        | SC Siemensstadt (LL)               |
| So 02.08., 15:00 Uhr  | SFC Stern 1900 (KLB)               | 2:5        | Spandauer SV (OL)                  |
| So 02.08., 15:00 Uhr  | SC Bratstvo 1971 (KLC)             | kampflos 1 | SC Union Südost (KLC)              |
| So 02.08., 15:00 Uhr  | DJK Westen 23 (KLB)                | 0:3        | BFC Alemannia 90 (KLB)             |
| So 02.08., 15:00 Uhr  | SC Borsigwalde 1910 (KLB)          | 0:5        | BFC Preussen (OL)                  |
| So 02.08., 15:00 Uhr  | Tunesischer SV Berlin (KLC)        | 2          | Sportfreunde Kladow (KLA)          |
| So 02.08., 15:00 Uhr  | BSC Comet (KLC)                    | 0:5        | VfB Britz (KLC)                    |
| So 02.08., 15:00 Uhr  | 1. FC Wacker Lankwitz (KLA)        | 0:2        | Friedenauer TSC (KLB)              |
| So 02.08., 15:00 Uhr  | Berlin Türkspor (KLA)              | 0:5        | Tasmania Berlin (OL)               |
| So 02.08., 15:00 Uhr  | FC Stern Marienfelde (KLB)         | 3:0        | BFC Meteor 06 (KLA)                |
| So 02.08., 15:00 Uhr  | Anadoluspor Berlin (KLB)           | 2:1        | BFC Südring (KLA)                  |
| So 02.08., 15:00 Uhr  | BSV Normannia 08 (KLB)             | 3:0        | DJK Roland-Borsigwalde (KLC)       |
| So 02.08., 15:00 Uhr  | BSC Eintracht/Südring 1931 (KLA)   | 1:1 n. V.  | SpVgg Hellas-Nordwest 04 (KLA)     |
| So 02.08., 15:00 Uhr  | VfB Neukölln (OL)                  | 5:0        | FC Grunewald (KLC)                 |
| So 02.08., 15:00 Uhr  | SG Rupenhorn (KLC)                 | 1:1 n. V.  | SpVgg Schöneberg (KLA)             |
| So 02.08., 15:00 Uhr  | 1. FC Concordia Gropiusstadt (KLB) | 0:1        | Post SV Berlin (KLC)               |
| So 02.08., 15:00 Uhr  | FSV Hansa 07 Berlin (KLC)          | 2:2 n. V.  | VfL Schöneberg (KLB)               |
| So 02.08., 15:00 Uhr  | ASV Berlin (KLC)                   | 3:2        | VfB Pankow (KLB)                   |
| So 02.08., 15:00 Uhr  | Tennis Borussia Berlin (OL)        | 3:0        | VfB Hermsdorf (KLA)                |
| So 02.08., 15:00 Uhr  | SV Süden 09 (KLC)                  | 2:0        | FZC Rudow 1973 (KLC)               |
| So 02.08., 15:00 Uhr  | FSV Spandauer Kickers (KLB)        | 1:1 n. V.  | SV Stern Britz (LL)                |
| So 02.08., 15:00 Uhr  | FC Jugoslawia (KLA)                | 3:2        | SC Teutonia Spandau (KLA)          |
| So 02.08., 15:00 Uhr  | SV Corso 1899 / Vineta (KLC)       | 0:3        | FV Brandenburg/Lichterfelde (LL)   |
| So 02.08., 15:00 Uhr  | Alemannia 06 Haselhorst (KLB)      | 1:2        | BBC Südost (KLB)                   |
| So 02.08., 15:00 Uhr  | Preußen Wilmersdorf (LL)           | 0.4:1 (a)  | SSC Südwest 1947 (KLB)             |
| So 02.08., 15:00 Uhr  | Steglitz GB (KLC)                  | 1:5        | SC Westend 1901 (LL)               |
| So 02.08., 15:00 Uhr  | SC Staaken (LL)                    | 3:1        | SC Lankwitz (KLC)                  |
| So 02.08., 15:00 Uhr  | Charlottenburger SV 1897 (KLB)     | 2:3        | FV Wannsee (LL)                    |
| So 02.08., 15:00 Uhr  | SC Ruhleben (KLC)                  | 0:1        | Mariendorfer SV 06 (LL)            |
| So 02.08., 15:00 Uhr  | SpVgg DJK Burgund 1922 (KLC)       | 1:5        | SV Blau-Weiß Spandau (KLA)         |
| So 02.08., 15:00 Uhr  | SG AMK Berlin (KLA)                | 0:1        | BSC Hota 1921 (KLA)                |
| So 02.08., 15:00 Uhr  | Hertha 03 Zehlendorf (OL)          | 8:0        | CFC Hertha 06 (KLA)                |
| So 02.08., 15:00 Uhr  | Spandauer SC 99 (KLB)              | 2:1 n. V.  | SC Union 06 Berlin (LL)            |
| So 02.08., 15:00 Uhr  | Lichtenrader BC 25 (LL)            | 1:2        | Traber FC Mariendorf (OL)          |
| So 02.08., 15:00 Uhr  | SpVgg Berlin 1974 (KLC)            | 0:1        | Berliner SV 1892 (KLA)             |
| So 02.08., 15:00 Uhr  | Rapide Wedding (OL)                | 1:2        | Spandauer BC 06 (OL)               |
| So 02.08., 15:00 Uhr  | Berliner Sport-Club (KLA)          | 1:6        | Reinickendorfer Füchse (OL)        |
| So 02.08., 15:00 Uhr  | Wacker 04 Berlin (OL)              | 0:1        | Türkiyemspor Berlin (OL)           |
| So 02.08., 15:00 Uhr  | 1. FC Lübars (KLA)                 | 2:3        | BFC Viktoria 1889 (KLA)            |
| So 02.08., 15:30 Uhr  | Lichterfelder SU (OL)              | 5:0        | TSV Helgoland 1897 (KLB)           |
| Di 0.4.08., 19:30 Uhr | NSC Marathon 02 (KLA)              | 3:0        | Frohnauer SC (KLA)                 |
| 0                     | BSC Kickers 1900 (KLA)             | kampflos 3 |                                    |

#### Wiederholungsspiele
| Datum                 |                                | Ergebnis              |                                  |
| --------------------- | ------------------------------ | --------------------- | -------------------------------- |
| Di 0.4.08., 19:00 Uhr | SV Stern Britz (LL)            | 0:1 n. V.             | FSV Spandauer Kickers (KLB)      |
| Di 0.4.08., 19:00 Uhr | SpVgg Hellas-Nordwest 04 (KLA) | 3:1                   | BSC Eintracht/Südring 1931 (KLA) |
| Mi 0.5.08., 18:00 Uhr | SpVgg Schöneberg (KLA)         | 1:1 n. V. (5:4 i. E.) | SG Rupenhorn (KLC)               |
| Mi 0.5.08., 18:00 Uhr | BFC Germania 1888 (KLB)        | 2:1                   | BSV Grün-Weiss Neukölln (KLC)    |
| Do 06.08., 19:30 Uhr  | VfL Schöneberg (KLB)           | 3:0                   | FSV Hansa 07 Berlin (KLC)        |

### 2. Hauptrunde
An der 2. Hauptrunde nahmen die 64 Sieger der 1. Hauptrunde teil.
Die Auslosung wurde am 3. August 1987 vorgenommen.
| Datum                 |                             | Ergebnis  |                                    |
| --------------------- | --------------------------- | --------- | ---------------------------------- |
| Di .18.08., 18:00 Uhr | Traber FC Mariendorf (OL)   | 6:1       | FV Wannsee (LL)                    |
| Di .18.08., 18:15 Uhr | VfL Schöneberg (KLB)        | 0:5       | BFC Preussen (OL)                  |
| Di .18.08., 18:30 Uhr | 1. FC Neukölln (KLA)        | 2:3       | Wilmersdorfer SC (LL)              |
| Di .18.08., 19:00 Uhr | SC Berliner Amateure (KLC)  | 2:1       | SV Nord-Nordstern (KLA)            |
| Mi .19.08., 18:00 Uhr | ASV Berlin (KLC)            | 3:1       | SpVgg Hellas-Nordwest 04 (KLA)     |
| Mi .19.08., 18:00 Uhr | BFC Germania 1888 (KLB)     | 2:0       | FSV Grün-Rot 1981 (KLC)            |
| Mi .19.08., 18:00 Uhr | Tasmania Berlin (OL)        | 3:0       | BFC Viktoria 1889 (KLA)            |
| Mi .19.08., 18:00 Uhr | Mariendorfer SV 06 (LL)     | 0:4       | VfB Neukölln (OL)                  |
| Mi .19.08., 18:00 Uhr | Spandauer SV (OL)           | 4:2       | BSC Kickers 1900 (KLA)             |
| Mi .19.08., 18:00 Uhr | SC Siemensstadt (LL)        | 5:0       | Friedenauer TSC (KLB)              |
| Mi .19.08., 18:00 Uhr | Post SV Berlin (KLC)        | 1:7       | BBC Südost (KLB)                   |
| Mi .19.08., 18:00 Uhr | FSV Spandauer Kickers (KLB) | 4:0       | FC Jugoslawia (KLA)                |
| Mi .19.08., 18:00 Uhr | FC Stern Marienfelde (KLB)  | 1:3       | SC Gatow (OL)                      |
| Mi .19.08., 18:00 Uhr | SC Staaken (LL)             | 3:2 n. V. | FC Brandenburg 03 (KLB)            |
| Mi .19.08., 18:00 Uhr | BSV Normannia 08 (KLB)      | 1:3       | Spandauer SC 99 (KLB)              |
| Mi .19.08., 18:00 Uhr | BFC Alemannia 90 (KLB)      | 0:6       | Reinickendorfer Füchse (OL)        |
| Mi .19.08., 18:00 Uhr | Schwarz-Weiß Spandau (KLA)  | 1:1 n. V. | SV Blau-Weiß Spandau (KLA)         |
| Mi .19.08., 18:00 Uhr | SC Tegel (LL)               | 2:1       | Weddinger FC (LL)                  |
| Mi .19.08., 18:00 Uhr | FC Göztepe 1978 (KLB)       | 0:5       | Lichterfelder SU (OL)              |
| Mi .19.08., 18:00 Uhr | VfB Britz (KLC)             | 1:1 n. V. | SpVgg Schöneberg (KLA)             |
| Mi .19.08., 18:00 Uhr | SV Süden 09 (KLC)           | 1:6       | Neuköllner SC Sperber (KLB)        |
| Mi .19.08., 18:30 Uhr | Spandauer BC 06 (OL)        | 9:0       | BSC Hota 1921 (KLA)                |
| Mi .19.08., 18:30 Uhr | NSC Marathon 02 (KLA)       | 6:0       | Anadoluspor Berlin (KLB)           |
| Mi .19.08., 18:30 Uhr | Tennis Borussia Berlin (OL) | 5:1       | Berliner SV 1892 (KLA)             |
| Mi .19.08., 19:00 Uhr | SC Union Südost (KLC)       | 1:3       | TSV Rudow (OL)                     |
| Do 20.08., 18:00 Uhr  | SV Norden-Nordwest (KLA)    | 4:1       | NSC Südstern 08 (KLC)              |
| Do 20.08., 18:00 Uhr  | SC Westend 1901 (LL)        | 0:1       | Blau-Weiß 90 Berlin Amateure (KLB) |
| Do 20.08., 18:00 Uhr  | Minerva 93 Berlin (KLA)     | 3:4       | FV Brandenburg/Lichterfelde (LL)   |
| Do 20.08., 18:00 Uhr  | FC Phönix 1956 (KLB)        | 01:11     | Hertha 03 Zehlendorf (OL)          |
| Do 20.08., 18:30 Uhr  | Hertha BSC (OL)             | 13:00     | KSF Umutspor (KLC)                 |
| Di .25.08., 19:00 Uhr | Türkiyemspor Berlin (OL)    | 4:0       | BSC Rehberge 1945 (KLA)            |
| Di 0.8.09., 18:30 Uhr | Preußen Wilmersdorf (LL)    | 1:3       | Sportfreunde Kladow (KLA)          |

#### Wiederholungsspiele
| Datum                 |                            | Ergebnis |                            |
| --------------------- | -------------------------- | -------- | -------------------------- |
| Di .25.08., 19:00 Uhr | SpVgg Schöneberg (KLA)     | 2:1      | VfB Britz (KLC)            |
| Do 27.08., 19:00 Uhr  | SV Blau-Weiß Spandau (KLA) | 2:1      | Schwarz-Weiß Spandau (KLA) |

### 3. Hauptrunde
An der 3. Hauptrunde nahmen die 32 Sieger der 2. Hauptrunde teil.
Die Auslosung wurde am 24. August 1987 vorgenommen.
| Datum                 |                                    | Ergebnis  |                                  |
| --------------------- | ---------------------------------- | --------- | -------------------------------- |
| Mi 0.2.09., 17:30 Uhr | Tasmania Berlin (OL)               | 1:0       | Spandauer SV (OL)                |
| Mi 0.2.09., 17:30 Uhr | Reinickendorfer Füchse (OL)        | 1:4       | Tennis Borussia Berlin (OL)      |
| Mi 0.2.09., 17:30 Uhr | Hertha 03 Zehlendorf (OL)          | 1:1 n. V. | SC Gatow (OL)                    |
| Mi 0.2.09., 17:30 Uhr | BFC Preussen (OL)                  | 1:0       | Traber FC Mariendorf (OL)        |
| Mi 0.2.09., 17:30 Uhr | FSV Spandauer Kickers (KLB)        | 1:2       | VfB Neukölln (OL)                |
| Mi 0.2.09., 17:30 Uhr | SV Norden-Nordwest (KLA)           | 3:1       | FV Brandenburg/Lichterfelde (LL) |
| Mi 0.2.09., 17:30 Uhr | Blau-Weiß 90 Berlin Amateure (KLB) | 2:2 n. V. | NSC Marathon 02 (KLA)            |
| Mi 0.2.09., 17:30 Uhr | Neuköllner SC Sperber (KLB)        | 0:2       | Spandauer SC 99 (KLB)            |
| Mi 0.2.09., 17:30 Uhr | BBC Südost (KLB)                   | 3:2 n. V. | BFC Germania 1888 (KLB)          |
| Mi 0.2.09., 18:00 Uhr | Spandauer BC 06 (OL)               | 3:1       | SC Staaken (LL)                  |
| Mi 0.2.09., 18:00 Uhr | Hertha BSC (OL)                    | 7:0       | SpVgg Schöneberg (KLA)           |
| Mi 0.2.09., 18:00 Uhr | ASV Berlin (KLC)                   | 2:3       | SC Berliner Amateure (KLC)       |
| Mi 0.2.09., 18:30 Uhr | Wilmersdorfer SC (LL)              | 0:1       | SC Siemensstadt (LL)             |
| Mi 0.2.09., 19:00 Uhr | Türkiyemspor Berlin (OL)           | 5:1       | SC Tegel (LL)                    |
| Mi 0.2.09., 19:30 Uhr | Lichterfelder SU (OL)              | 6:1       | SV Blau-Weiß Spandau (KLA)       |
| Mi .18.11., 11:00 Uhr | Sportfreunde Kladow (KLA)          | 3:5       | TSV Rudow (OL)                   |

#### Wiederholungsspiele
| Datum                 |                       | Ergebnis |                                    |
| --------------------- | --------------------- | -------- | ---------------------------------- |
| Mi 0.9.09., 17:30 Uhr | NSC Marathon 02 (KLA) | 1:0      | Blau-Weiß 90 Berlin Amateure (KLB) |
| Mi .18.11., 11:00 Uhr | SC Gatow (OL)         | 2:1      | Hertha 03 Zehlendorf (OL)          |

### Achtelfinale
Am Achtelfinale nahmen die 16 Sieger der 3. Hauptrunde teil.
Die Auslosung wurde am 7. September 1987 vorgenommen.
| Datum                 |                             | Ergebnis  |                          |
| --------------------- | --------------------------- | --------- | ------------------------ |
| Mi .11.11., 18:00 Uhr | Hertha BSC (OL)             | 6:0       | SV Norden-Nordwest (KLA) |
| Mi .18.11., 10:40 Uhr | Spandauer BC 06 (OL)        | 2:2 n. V. | NSC Marathon 02 (KLA)    |
| Mi .18.11., 11:00 Uhr | Tennis Borussia Berlin (OL) | 4:0       | Lichterfelder SU (OL)    |
| Sa 19.12., 13:45 Uhr  | Tasmania Berlin (OL)        | 3:1       | SC Siemensstadt (LL)     |
| So 20.12., 11:10 Uhr  | BBC Südost (KLB)            | 1:0 n. V. | Spandauer SC 99 (KLB)    |
| So 20.12., 13:45 Uhr  | TSV Rudow (OL)              | 0:1       | Türkiyemspor Berlin (OL) |
| So 20.12., 13:45 Uhr  | VfB Neukölln (OL)           | 0:2       | BFC Preussen (OL)        |
| So 20.12., 13:45 Uhr  | SC Berliner Amateure (KLC)  | 0:2       | SC Gatow (OL)            |

#### Wiederholungsspiel
| Datum                |                       | Ergebnis |                      |
| -------------------- | --------------------- | -------- | -------------------- |
| So 20.12., 13:45 Uhr | NSC Marathon 02 (KLA) | 3:2      | Spandauer BC 06 (OL) |

### Viertelfinale
Am Viertelfinale nahmen die acht Sieger aus dem Achtelfinale teil.
Die Auslosung wurde am 21. Dezember 1987 vorgenommen.
| Datum                 |                          | Ergebnis  |                             |
| --------------------- | ------------------------ | --------- | --------------------------- |
| So 14.02., 10:40 Uhr  | BFC Preussen (OL)        | 3:1       | Tennis Borussia Berlin (OL) |
| So 14.02., 11:10 Uhr  | BBC Südost (KLB)         | 5:2       | NSC Marathon 02 (KLA)       |
| So 14.02., 14:15 Uhr  | Türkiyemspor Berlin (OL) | 3:1 n. V. | SC Gatow (OL)               |
| Mi .23.03., 19:00 Uhr | Hertha BSC (OL)          | 0:1       | Tasmania Berlin (OL)        |

### Halbfinale
Am Halbfinale nahmen die vier Sieger aus dem Viertelfinale teil.
| Datum                 |                          | Ergebnis |                      |
| --------------------- | ------------------------ | -------- | -------------------- |
| Mi .13.04., 17:30 Uhr | Türkiyemspor Berlin (OL) | 3:0      | Tasmania Berlin (OL) |
| Do 14.04., 18:00 Uhr  | BBC Südost (KLB)         | 0:5      | BFC Preussen (OL)    |

### Finale
| Türkiyemspor Berlin                                                    | Türkiyemspor Berlin | BFC Preussen | BFC Preussen |
| ---------------------------------------------------------------------- | --- | --- | ------------ |
| Türkiyemspor Berlin                                                    | \| Donnerstag, 12. Mai 1988 um 11:00 Uhr in West-Berlin (Katzbachstadion) \| \| Ergebnis: 2:1 n. V. (1:1, 1:1) \| \| Zuschauer: 5.481 \| \| Schiedsrichter: Sven Kröger \|                                                         | \| Donnerstag, 12. Mai 1988 um 11:00 Uhr in West-Berlin (Katzbachstadion) \| \| Ergebnis: 2:1 n. V. (1:1, 1:1) \| \| Zuschauer: 5.481 \| \| Schiedsrichter: Sven Kröger \|                                                                   | BFC Preussen |
| Türkiyemspor Berlin                                                    | Hayri Gündoğdu – Norbert Liß – Bayram Cakal , Ayhan Bilek, Kevin Sparey – Ayhan Akca, Peyami Yayla, Michael Zimmer (64. Kazim Binici), Zeljko Misic (91. Fatih Budak) – Oliver Kieback, Kemal Eraslan Cheftrainer: Bülent Gündoğdu | Andreas Köppe – Andreas Stein – Henry Zibulski, Dirk Mankowski (37. Fred Klatt), Michael Wache (91. Dirk Taufmann) – Axel Wobeser, Michael Sauer, Frank Schwabe, Thomas Jakubowski – Dirk Freikowski, Carsten Dobrunz Cheftrainer: Max König | BFC Preussen |
| Türkiyemspor Berlin                                                    | 1:0 Oliver Kieback (19.) 2:1 Peyami Yayla (95.) | 1:1 Dirk Freikowski (26., Foulstrafstoß) | BFC Preussen |
| Türkiyemspor Berlin                                                    | Peyami Yayla, Kevin Sparey, Michael Zimmer | Frank Schwabe, Henry Zibulski | BFC Preussen |
| Türkiyemspor Berlin                                                    | Zeitstrafe (10min): Oliver Kieback (93.) | | BFC Preussen |
| Donnerstag, 12. Mai 1988 um 11:00 Uhr in West-Berlin (Katzbachstadion) | | |              |
| Ergebnis: 2:1 n. V. (1:1, 1:1)                                         | | |              |
| Zuschauer: 5.481                                                       | | |              |
| Schiedsrichter: Sven Kröger                                            | | |              |

## Der Landespokalsieger im DFB-Pokal 1988/89
| Datum                      |                           | Ergebnis  |                      | Runde         |
| -------------------------- | ------------------------- | --------- | -------------------- | ------------- |
| Sa., 06.08.1988, 15:00 Uhr | Türkiyemspor Berlin (III) | 0:2 (0:0) | FC Emmendingen (III) | 1. Hauptrunde |